# Auguścin
Auguścin (prononciation : [auˈɡuɕt͡ɕin]) est un  village polonais de la gmina de Wyrzysk dans le powiat de Piła de la voïvodie de Grande-Pologne dans le centre-ouest de la Pologne.
Il se situe à environ 6 kilomètres au nord-est de Wyrzysk (siège de la gmina), 41 kilomètres à l'est de Piła (siège du powiat), et à 92 kilomètres au nord de Poznań (capitale de la Grande-Pologne).

## Histoire
De 1975 à 1998, le village faisait partie du territoire de la voïvodie de Piła.

Depuis 1999, Auguścin est situé dans la voïvodie de Grande-Pologne.